# Цифровий, або Brevis est
«Цифровий, або Brevis est» (оригінальна назва — рос. Цифровой, или Brevis est, також знаний як «Цифровий») — роман українських письменників Марини та Сергія Дяченків; вийшов 2009 року у видавництві «Эксмо». Це друга книга умовного циклу «Метаморфози».

## Опис книги

### Україна
Арсен Сніжицький, чотирнадцять років (скоро буде п’ятнадцять). Це в реалі. Але реальне життя його не дуже цікавить. Арсен — ґеймер, природжений ґеймер, для якого гра — і є життя. У грі він майже всемогутній Міністр, у якого є влада і гроші. Та влади і грошей завжди на всіх бракує, як в реалі, так і у грі. І Міністр програв, був страчений прилюдно на головній площі віртуального міста... Це кінець?.. Та ні, це тільки початок, початок нової гри. Максим — преферансист з нічного Інтернет-клубу. Максим може все, майже все. Причому у реальному житті. Чи все ж таки у грі?.. Так чи інакше, Арсен починає співпрацювати із Максимом. Велика Гра починається...

### Росія
Людство — великий маніпуляційний кабінет, де всі маніпулюють всіма.
Підліток Арсен Снєгов, майстер комп'ютерних ігор, зрозумів це швидше ніж інші. Таланти ґеймера не залишаються непоміченими: він стає співробітником дивної контори, що начебто займається розробкою нової гри... Але хто знає, що там діється насправді?
«Цифровий, або Brevis est» — новий роман знаменитого дуету Марини і Сергія Дяченків, лауреатів багатьох літературних премій, — не залишить читача байдужим.
«Цифровий, або Brevis est» продовжує цикл «Метаморфози», що започаткований «Vita Nostra».

## Рецензії
- «Цифровий»: антиутопія від Марини та Сергія Дяченків. на сайті «Сумно?». — Процитовано 2 січня 2013

## Нагороди[3]
- 2009 — Московський фестиваль фантастики «Срібна стріла», номінація Найкращий чоловічий образ (перемога)
- 2009 — премія «Підсумки року» від журналу «Мир фантастики», номінація Найкраще вітчизняне міське фентезі (перемога)
- 2009 — приз «Книжка року за версією Фантлабу», нагорода Найкращий роман (авторський збірник) вітчизняного автора (номінація)
- 2009 — премія «Мармуровий Фавн», нагорода Роман (номінація)
- 2010 — премія «Філігрань», нагорода «Велика Філігрань» (перемога)
- 2010 — премія «Странник», нагорода Найкращий сюжет (перемога)
- 2010 — премія «Странник», нагорода Незвичайна ідея (номінація)

## Видання[3]
- 2009 рік — видавництво «Фоліо» (укр.)
- 2009 рік — видавництво «Эксмо». (рос.)
- 2011 рік — видавництво «Эксмо» (видання усіх романів циклу «Метаморфози»). (рос.)

## Український переклад
Українською мовою перекладений і вийшов 2009 року у видавництві «Фоліо». 